# 康涅狄格州布里奇波特百年纪念半美元
康涅狄格州布里奇波特百年纪念半美元（Bridgeport, Connecticut, Centennial half dollar）又称布里奇波特百年纪念半美元（Bridgeport Centennial half dollar）或布里奇波特半美元（Bridgeport half dollar），是美国铸币局1936年生产的50美分纪念币，旨在纪念康涅狄格州布里奇波特立市一百周年。硬币由亨利·克雷斯设计，正面是布里奇波特知名艺人、前市长费尼尔司·泰勒·巴纳姆的头像，背面是风格化的老鹰。
布里奇波特百年纪念公司希望通过发行半美元为庆典活动筹资，但联邦参议员弗朗西斯·托马斯·马洛尼觉得国会需要审核的纪念币法案太多，所以迟迟没有行动，直到该州另一位参议员递交法案。克雷斯曾在前一年设计康涅狄格州三百周年半美元，两款硬币背面的老鹰颇为相似。
布里奇波特的庆祝活动于六月上旬开始，但纪念币直至九月才姗姗来迟。硬币以两美元单价发售，销售业绩良好，最终还有数千枚被钱币经销商买走，此后多年一直有大量在二级市场徘徊，直至20世纪70年代止。如今这款纪念币视成色而定，价值在120至300美元不等。

## 背景
布里奇波特是康涅狄格州最大城市，市名源自当地居民引以为傲的一座钓桥。这里从1639年开始有人定居，是17至18世纪重要的中心城市，现代缝纫机发明人伊莱亚斯·豪（Elias Howe）就曾在此建厂。
费尼尔司·泰勒·巴纳姆是颇负盛名的布里奇波特居民，他曾当过市长、入选康涅狄格州议会，去世后也葬在此地。此外，塔夫茨大学的巴纳姆自然历史博物馆（现已关闭）就源于他的捐赠。不过正如钱币学作家小阿利·斯拉伯（Arlie Slabaugh, Jr.）所言，马戏团才是巴纳姆的最大成就，玲玲兄弟与巴拿姆贝理马戏团直到2017年才谢幕。
1954年前，美国纪念币都是由政府以面值卖给国会授权的某个组织，这些组织再加价向公众转售，此后新币就进入二级市场。1936年初，所有早期纪念币的售价都已超过发行价。公众只需购买并持有纪念币就能轻松等待升值赚取利润，这吸引了许多人开始收集硬币，并且尽量买到新发行的币种。受此推动，国会1936年授权的纪念币种类繁多，包括布里奇波特半美元在内的多种都只对地方具备纪念意义。获得国会授权独家买断这种纪念币的是布里奇波特百年纪念公司，新币的发行目的是为该公司负责筹办的百年庆典活动融资。

## 立法

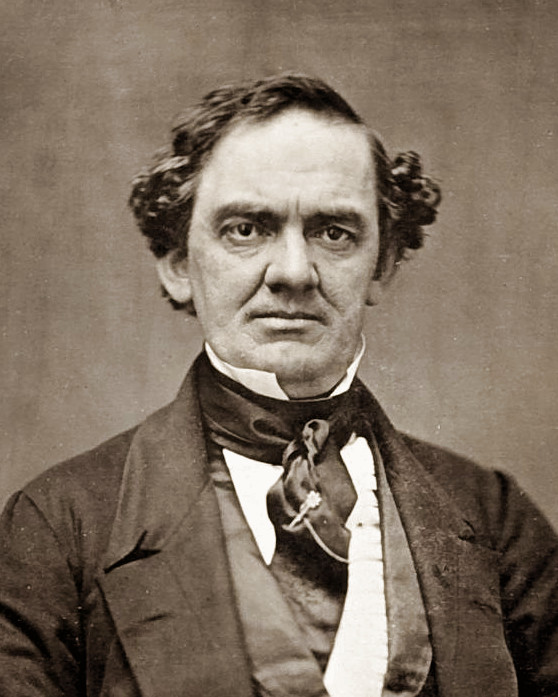
费尼尔司·泰勒·巴纳姆

1936年3月10日，康涅狄格州联邦参议员奥古斯丁·隆纳根（Augustine Lonergan）向参议院递交法案，建议授权发行布里奇波特百年纪念半美元。百年纪念公司此前三到四周都在游说该州另一位参议员弗朗西斯·托马斯·马洛尼（Francis T. Maloney）递交法案，但马洛尼觉得参议院此时需要审核的纪念币法案太多，所以一直没有行动。
法案转交银行和货币委员会审核，这时委员会需要审核的还有其他多道硬币授权法案。此前，科罗拉多州参议员阿尔瓦·布兰查德·亚当斯（Alva B. Adams）带领银行和货币委员会下属小组委员会调查过往部分纪念币发售商滥用发行和溢价权的问题，并在3月11日召开听证会。调查结果表明，部分发售商力争在多个铸币局生产纪念币，而不同铸币局出产的硬币上通常会有不同的铸币标记，这样同一款硬币就会有多个不同品种，为了集齐所有品种，收藏爱好者只能分别购买，对此以前的硬币授权法案没有限制。德克萨斯州硬币交易商、美国钱币协会官员莱曼·霍夫克（Lyman W. Hoffecker）在听证会上称，以最早于1926年铸造的俄勒冈小径纪念半美元为例，部分纪念币因出产年份和铸币标记不同导致品种繁多，有些品种完全被个别经销商买断，还有一些因产量低致使价格居高不下，为了集齐套装，收藏爱好者需要面对大量品种和虚高的价格，他们对此极为不满。
3月26日，亚当斯代表委员会回报参议院并附上多条修订条款，要求把纪念币最低和最高发行量分别定在五千和一万，同时只能同一年在一家铸币局生产，而且不论实际生产年份如何，硬币标识的都只能是授权年份1936，此外，布里奇波特百年纪念公司的发行获利只能用于庆典活动。3月27日，参议院经审议通过包括布里奇波特半美元在内的全部六项纪念币法案及修正案，没有议员提出问题或异议。
法案4月1日抵达联邦众议院后转铸币和度量衡委员会审议。4月16日，委员会回报众议院建议把最小发行量提高到2.5万，同时取消铸币局每次投产至少要生产五千枚和只能在一年内生产的规定。4月28日，康涅狄格州众议员舒勒·梅里特（Schuyler Merritt）提议众议院通过法案及修正条款，议会接受动议，没有议员提出问题或异议。
法案经过众议院修订，所以参议院需重新审核。5月4日，亚当斯建议参议院同意众议院的修订，议会接受动议。5月15日，经富兰克林·德拉诺·罗斯福总统签字，授权发行至少2.5万枚布里奇波特半美元的法案成为法律正式生效。法案中没有明确发行数量上限，所以只要今后出产的硬币上标识年份都是1936，百年纪念公司想要多少都可以从铸币局订购。这样的授权直至1939年8月5日才取消，国会通过新法规定这年3月1日前授权的纪念币一律停产。

## 准备

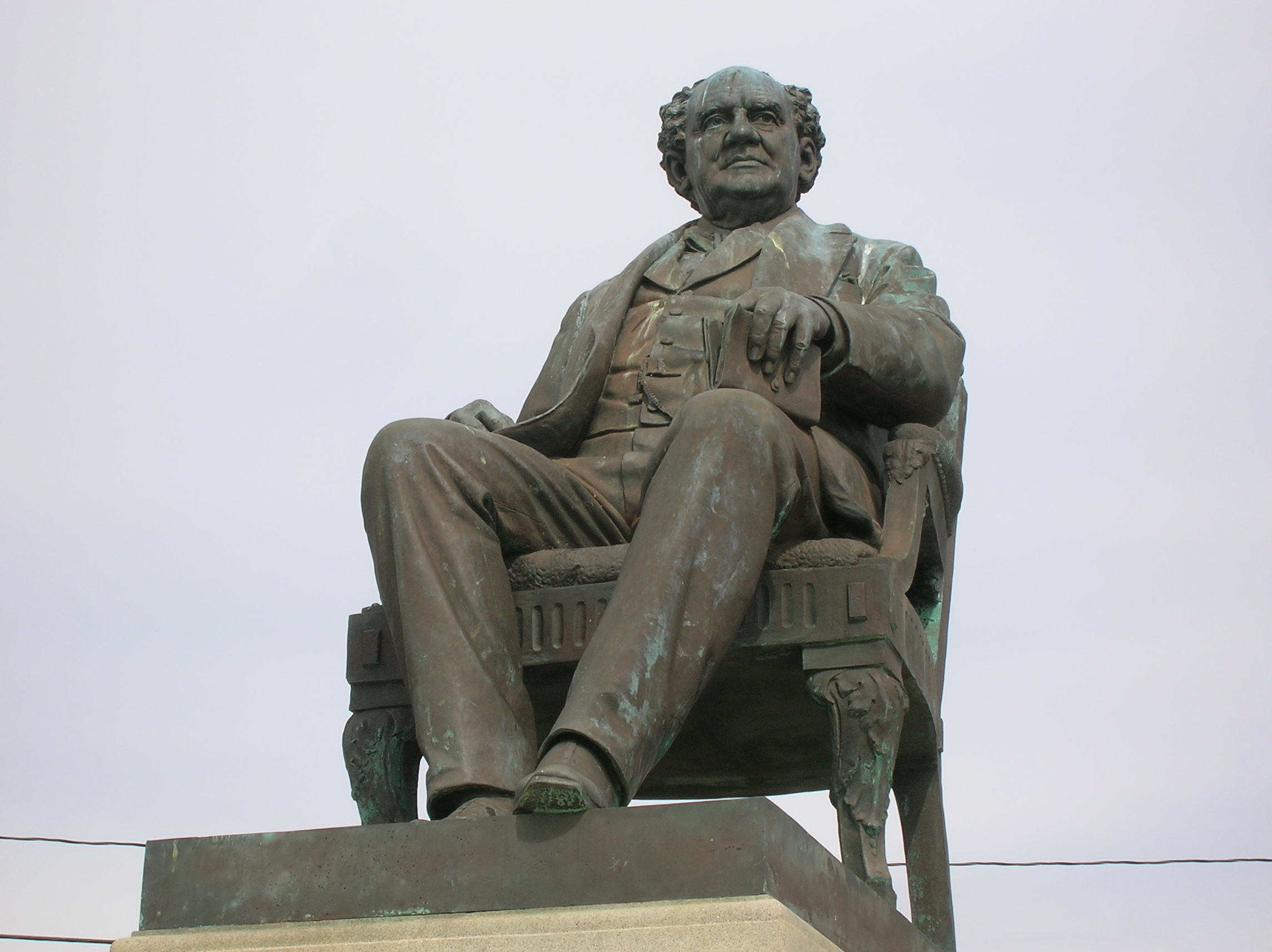
托马斯·鲍尔1887年创作的费尼尔司·泰勒·巴纳姆雕像，现立于康涅狄格州布里奇波特海滨公园

1936年6月10日，布里奇波特市长贾斯珀·麦克莱维（Jasper McLevy）致信铸币局局长内莉·泰洛·罗斯，称设计康涅狄格州三百周年半美元的亨利·克雷斯（Henry Kreis）已获聘为布里奇波特半美元操刀。信中透露，硬币一面会刻上费尼尔司·泰勒·巴纳姆的肖像，因为布里奇波特东部发展离不开他当年的贡献，而且坐落在该市的康涅狄格州海滨公园也源自他的捐赠。次日，罗斯致信财政部长小亨利·摩根索，称布里奇波特半美元的设计法案会在美术委员会审核后再由他批准。根据沃伦·盖玛利尔·哈定总统1921年签署的行政命令，该委员会负责为包括硬币在内的各种公共美术品提供设计建议。罗斯还在信中表示，虽然委员会对纪念币采用的人物形象无可置喙，但正如当年反对辛辛那提音乐中心半美元刻上史蒂芬·福斯特肖像一样，委员会也反对这枚半美元使用巴纳姆的形象。
6月24日，委员会主席查尔斯·摩尔（Charles Moore）去信告知罗斯，委员会委员、雕塑家李·劳列（Lee Lawrie）整体上认可克雷斯的设计，只建议把正面人物头像下的格言（“自由”）和（“我们信仰上帝”）移到背面，这样正面代表康涅狄格州的缩写就有位置改成全写。修改后的石膏模型获得委员会认可，再于8月4日由铸币局助理局长玛丽·玛格丽特·奥赖利转交摩根索批准。接下来纽约奖章用品公司（Medallic Art Company）把模型缩制成硬币大小的出币毂，以便九月铸币局投产。

## 设计
布里奇波特半美元正面是费尼尔司·泰勒·巴纳姆面朝左侧的头像，大部分评论都是针对这一面展开。迈克尔·加洛法洛（Michael K. Garofalo）觉得头像虽然和本人非常相似，但实在没能体现出设计师的才华。安东尼·斯沃泰克（Anthony Swiatek）和沃尔特·布林（Walter Breen）在1988年出版的美国早期纪念币主题百科全书中表示，选择巴纳姆作为正面人物主要是认可他对布里奇波特的慈善捐助，而不是他那“每分钟都有傻瓜诞生”的犬儒主义论断，但对于20世纪30年代的纪念币爱好者而言，这种玩世不恭的态度可能更符合他们眼中巴纳姆的形象。布林还称巴纳姆是钱币收藏爱好者的守护神。麦克斯·梅尔1937年出版的纪念币主题著作中直言购买布里奇波特半美元的人都是“傻瓜”（指冤大头），“鉴于他那句传遍天下的名言（指“每分钟都有傻瓜诞生”），（纪念币）采用巴纳姆的形象无疑再合适不过”。

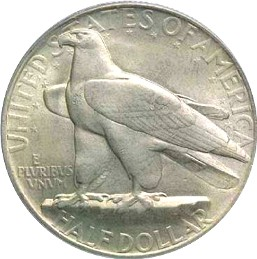
克雷斯设计的康涅狄格州三百周年半美元背面也是风格化的老鹰

梅尔对硬币背面同样评价不佳：
咱们国家的老鹰非常有名，很多硬币上都有，相比之下，新布里奇波特半美元上的老鹰（那是老鹰吧？）就是个最大的笑话。它身上一根毛都没有，仿佛薄薄的铁皮，不知道的都说看上去像飞机。要是倒过来看，你会以为这是有两个背鳍的鲨鱼张嘴吐舌，好像在哈哈大笑。瞧瞧看这多妙呐，另一面就是费尼尔司·泰勒·巴纳姆，好多年前他说出的那句名言还真就说中了。
昆汀·戴维·鲍尔斯（Q. David Bowers）认为背面的老鹰属现代主义风格，觉得同克雷斯设计的康涅狄格州半美元背面类似。唐·塔克西（Don Taxay）1966年出版的著作也有同样看法，还称绝大多数硬币上的老鹰都是现代主义风格，钱币学作家凯文·弗林（Kevin Flynn）干脆给这只老鹰起名“超现代之鹰”。据加洛法洛记载，“克雷斯那极其风格化的老鹰所获评价褒贬不一，虽有美术界的广泛赞誉，但公众却颇感困惑，许多人实在没法儿把这只鸟同美国的象征联系起来”。此外，背面右下角还有设计师的姓氏首字母缩写。
斯沃泰克和布林认为，布里奇波特半美元呈现出浓重的装饰风艺术风格。加洛法洛觉得从艺术角度分析，克雷斯的设计属于惊人的成功：正面虽保守但也很恰当，因为人物肖像本该如此，背面的风格化设计颇为激励人心。美术史学家科尼利厄斯·弗缪尔（Cornelius Vermeule）在美国钱币和奖章主题著作中也称，布里奇波特半美元是较为成功的纪念币，设计整体上遵循奥古斯都·圣高登斯（Augustus Saint-Gaudens）创立的传统。在他看来，正面的大头像刻画细致入微，背面力量感十足的老鹰呈现出观念艺术和奖章艺术风格。弗缪尔对硬币上的铭文也很满意，称赞背面的几段爱国格言毫不唐突，非常自然。他还觉得克雷斯应该是无法为背面找到适合布里奇波特的主题，所以另辟蹊径，重新诠释常规流通币上经常采用的老鹰。如果是用于致敬巴纳姆的硬币，背面或许可以刻上狮子、大象或正在演出的熊，但克雷斯没有这么做，而是在背面以全新形式呈现美国国鸟，思路和品质都值得肯定。

## 铸造、销售和收藏
1936年9月，费城铸币局共出产2万5015枚布里奇波特半美元，其中15枚留待来年美国化验委员会的年度检测。硬币面世后以两美元单价发行，大部分通过当地银行发售，布里奇波特第一国家银行处理邮购订单。百年庆典于6月4日启动，此时大部分活动已经收尾，后于10月3日全部结束。零售纪念币每人限购五枚，有小纸盒包装。考虑到定价偏高，发行时间又晚，这款半美元的销售可谓相当成功，公众和收藏爱好者都趋之若鹜。
百年纪念公司将滞销的数千枚半美元转交当地公益金组织，后以略高于面值的价格卖给钱币经销商。缅因州钱币经销商托沃·约翰逊（Toivo Johnson）在20世50年代持有约一千枚布里奇波特半美元，并在之后多年的钱币展销会上卖出约四百枚。70年代初，某钱币投资公司大量收购布里奇波特半美元后转卖。
1940年时，成色达到未流通级别的布里奇波特半美元要价1.5美元，1950年已涨至2.5美元，1960年升至12美元，1985年达到250美元。根据理查德·约曼（Richard S. Yeoman）2018年豪华版的《美国钱币指南手册》（A Guide Book of United States Coins），如今这款纪念币视成色而定，价值在120至300美元范围。2015年，一枚成色根据谢尔顿硬币分级标准判定基本完美的样币经拍卖以1880美元成交。

## 脚注
1. ↑  largest.
2. 1 2 3  Slabaugh，第121頁.
3. 1 2  Bowers，第323頁.
4. ↑  Slabaugh，第121–122頁.
5. ↑  ringling.
6. ↑  Bowers，第62–63頁.
7. 1 2 3  Swiatek & Breen，第33頁.
8. ↑  senatehistory.
9. ↑  Senate hearings，第1, 15頁.
10. 1 2 3  Senate hearings，第title page, 1–2頁.
11. ↑  Senate hearings，第11–12頁.
12. ↑  Senate hearings，第18–23頁.
13. ↑  senateamendments.
14. ↑  1936 Congressional Record, Vol. 82, Page 4489–4490  (1936-03-27)
15. ↑  houseamendments.
16. ↑  1936 Congressional Record, Vol. 82, Page 6314 (1936-04-28)
17. ↑  1936 Congressional Record, Vol. 82, Page 6611 (1936-05-04)
18. ↑  Flynn，第354–355頁.
19. 1 2  Flynn，第262–263頁.
20. ↑  Taxay，第v–vi頁.
21. ↑  Flynn，第263–264頁.
22. ↑  Swiatek & Breen，第33–34頁.
23. 1 2 3  Garofalo，第44頁.
24. 1 2  Bowers，第324頁.
25. 1 2  Mehl，第38頁.
26. ↑  Taxay，第204頁.
27. ↑  Flynn，第61頁.
28. 1 2 3  Vermeule，第196頁.
29. 1 2 3  Swiatek & Breen，第34頁.
30. 1 2  Bowers，第325頁.
31. ↑  ngc.
32. ↑  early.
33. ↑  Bowers，第325–326頁.
34. ↑  Bowers，第327頁.
35. ↑  Auctions.
36. ↑  Yeoman，第1086頁.